# Paroisse de Grand Manan
Pour les articles homonymes, voir Grand Manan.
La paroisse de Grand Manan est une paroisse civile du comté de Charlotte, au sud du Nouveau-Brunswick. Elle correspond au territoire du village de Grand Manan et du DSL de l'île White Head.

## Toponyme
Le nom Grand Manan est formé du mot Munanook, commun dans la langue des Passamaquoddys, des Malécites et des Micmacs et qui signifie île ainsi que du mot français Grand, pour distinguer l'île de la Petite Manan, au large du Maine. Champlain, qui découvrit l'île en 1607, l'appela Menane. Il écrit plus tard Manthane. Le nom connu ensuite plusieurs variations: Manano (1611), le grand Menane (1686), Great Manan (1711), Grand Monan (1713), Grand Manan (1755) puis finalement Île Grand Manan en 1761. En 1826, McDonald écrit Great Mary Island, ce qui est dû à une mauvaise traduction de Manan par David Owen.

## Histoire
La municipalité du comté de Charlotte est dissoute en 1966. La paroisse de Grand Manan est subdivisée en deux districts de services locaux en 1967: Grand Manan et l'île White Head.